# Deutschland – Deine Fußballseele
Deutschland – Deine Fußballseele ist ein einstündiger Fernsehfilm, der vom Bezahlfernsehsender History Deutschland produziert wurde und dort am 28. Mai 2018 exklusiv ausgestrahlt wurde. Für die Dokumentation reist Wigald Boning durch Deutschland und trifft Menschen, die eng mit dem Sport Fußball verbunden sind. Hierzu zählen unter anderem der Trainer Rudi Gutendorf, der die Flüchtlingsmannschaft TuS Koblenz International trainiert, sowie der Nationaltorwart Eike Immel.

## Ausstrahlung
Die Ausstrahlung des Films war für den 28. Mai 2018 auf History Deutschland angekündigt. Wiederholungen gab es im Juni.
Der Film war Teil eines globalen TV-Events, in dessen Rahmen HISTORY in mehr als 160 Ländern weltweit bis zum 10. Juni 2018 ausschließlich Sendungen zum Thema Fußball zeigte, darunter zahlreiche internationale Eigenproduktionen wie die Doku-Reihen „History’s Greatest Moments in Football“ und „Football Godfathers“.